# Scott Hall
Scott Oliver Hall, noto semplicemente come Scott Hall (Contea di Saint Mary, 20 ottobre 1958 – Marietta, 14 marzo 2022), è stato un wrestler statunitense.
È principalmente ricordato per i suoi trascorsi nella World Wrestling Federation, dove lottava con il ring name Razor Ramon, e nella World Championship Wrestling, dove invece usava il suo vero nome.
Ha iniziato la sua carriera nella American Wrestling Association; tra i titoli vinti quattro WWF Intercontinental Championship, due WCW United States Heavyweight Championship, un WCW World Television Championship e nove titoli di coppia (sette WCW World Tag Team Championship, un TNA World Tag Team Championship e un AWA World Tag Team Championship).
È stato un membro della Kliq, un gruppo che comprendeva anche Shawn Michaels, Triple H, Kevin Nash e X-Pac, nonché uno dei tre membri fondatori del New World Order, insieme ad Hulk Hogan e Kevin Nash.
Nel 2014 è stato introdotto nella WWE Hall of Fame come Razor Ramon e nel 2020 come membro del New World Order.

## Carriera

### National Wrestling Alliance (1984–1985)
Ha iniziato la sua carriera nel 1984 nella Championship Wrestling from Florida e iniziò subito una faida con Dusty Rhodes. Hall e Dan Spivey furono allenati da Mike Rotunda e Barry Windham. Al momento del debutto, Dusty Rhodes li mandò a lavorare a Charlotte, nel circuito controllato da Jim Crockett. Qui hanno debuttato come American Starship, con Hall come Starship Coyote e Spivey come Starship Eagle. Indossavano stivali pelosi, maschere luminose e prima di iniziare il match si strappavano la maglietta.
In un primo momento, gli American Starship venivano utilizzati pochissimo, anche per via dello scarso interesse del pubblico. Sfidarono il duo formato da Arn e Ole Anderson per il NWA National Tag Team Championship. Dopo aver lasciato Crockett, nel 1985 il duo si trasferì alla NWA Central States territorio di Bob Geigel con sede a Kansas City.
Gli American Starship ebbero un'opportunità per il NWA Central States Tag Team Championship, detenuti da Marty Jannetty e "Bulldog" Bob Brown, ma persero. Poco dopo Dan Spivey lasciò la NWA Central States per tornare nella federazione di Crockett appena rinominata Jim Crockett Promotions (la futura WCW). Hall ottenne un notevole push e si guadagnò il rispetto di alcuni veterani affermati, tra cui Nick Bockwinkel e Larry Zbyszko e Curt Hennig, di cui divenne grande amico.

### American Wrestling Association (1985–1989)

Scott Hall nel 1986

Passò all'American Wrestling Association nel 1985, dove lottò come babyface. Verne Gagne, il proprietario, rese Hall la stella della federazione, che aveva appena perso Hulk Hogan, passato alla World Wrestling Federation.
Formò un tag team con il suo amico Curt Hennig e in poco tempo il duo affrontò e sconfisse Jimmy Garvin e Steve Regal per l'AWA World Tag Team Championship il 18 gennaio 1986 in un match durato 58 minuti. Pro Wrestling Illustrated definì Hall e Hennig la "combinazione perfetta". I neo campioni dominarono la divisione tag team, battendo varie coppie, tra cui Buddy Rose e Doug Somers, Nord the Barbarian e Boris Zhukov, e Bill e Scott Irwin. Persero le cinture il 17 maggio contro Buddy Rose e Doug Somers per countout (insolito evento, visto che nel wrestling una sconfitta per countout o per squalifica non comporta un cambio di titolo), dopo l'interferenza di Colonel DeBeers. Dopo aver perso il titolo, Hall e Hennig si separarono e si dedicarono alla carriera in singolo.
Nel 1987 sbarca anche in Giappone dove partecipa a diversi show della New Japan Pro-Wrestling pur continuando a lottare per la AWA.
Hall ha avuto un'opportunità per il AWA World Heavyweight Championship, contro Stan Hansen e Rick Martel. Nonostante Gagne volesse Hall come campione, quest'ultimo lasciò la AWA nel 1989 a causa delle cattive condizioni climatiche del territorio.

### Ritorno in NWA (1989)
Scott Hall tornò nella National Wrestling Alliance, nel territorio gestito da Jim Ross nel 1989, come parte dell'iniziativa della NWA per sviluppare nuovi, giovani stelle (che comprendeva future star come Sid Vicious e Brian Pillman). Lottò il suo primo e unico pay-per-view a The Great American Bash: The Glory Days, dove partecipò alla King of the Hill battle royal. Successivamente venne utilizzato come jobber e poco tempo dopo lasciò la federazione.

### World Wrestling Council (1990)
Dal 1990 al 1991, ha lottato nella maggiore federazione di Porto Rico, la World Wrestling Council. Il 3 marzo, ha sconfitto Miguel Pérez, Jr. per il WWC Caribbean Heavyweight Championship, titolo cha ha perso contro Super Medic III il 20 aprile.

### World Championship Wrestling (1989–1992)

#### Varie faide (1989–1991)
Nel 1991 è stato ingaggiato dalla World Championship Wrestling, dove lottava con il ring name The Diamond Studd, una gimmick simile a quella adottata in WWF da "Ravishing" Rick Rude (entrambi erano arroganti, vanitosi e invitavano le belle donne tra il pubblico a salire sul ring) e aveva come manager Diamond Dallas Page. Nel suo match di debutto, ha sconfitto a Clash of the Champions Tommy Rich in uno squash match.
Ha ricevuto fin da subito un significativo push, ma alla fine del 1991 ha cominciato a svanire. A Clash of the Champions, il 2 settembre, The Diamond Studd perse contro Ron Simmons. Ad Halloween Havoc 1991, la squadra di Studd, Abdullah the Butcher, Cactus Jack e Big Van Vader venne sconfitta dal team formato da Sting, El Gigante e gli Steiner Brothers in un "Chamber of Horrors Match". Il 19 novembre a Clash of the Champions, Studd perse contro Tom Zenk nel rematch di The Great American Bash.

#### Diamond Mine (1992)
Nel 1992, ha fondato i Diamond Mine, una stable di breve durata, con Vinnie Vegas e Scotty Flamingo, alleati della Dangerous Alliance di Paul E. Dangerously. L'idea di unirli alla Dangerous Alliance è fallita e Hall lasciò la WCW poco dopo.

### World Wrestling Federation (1992–1996)

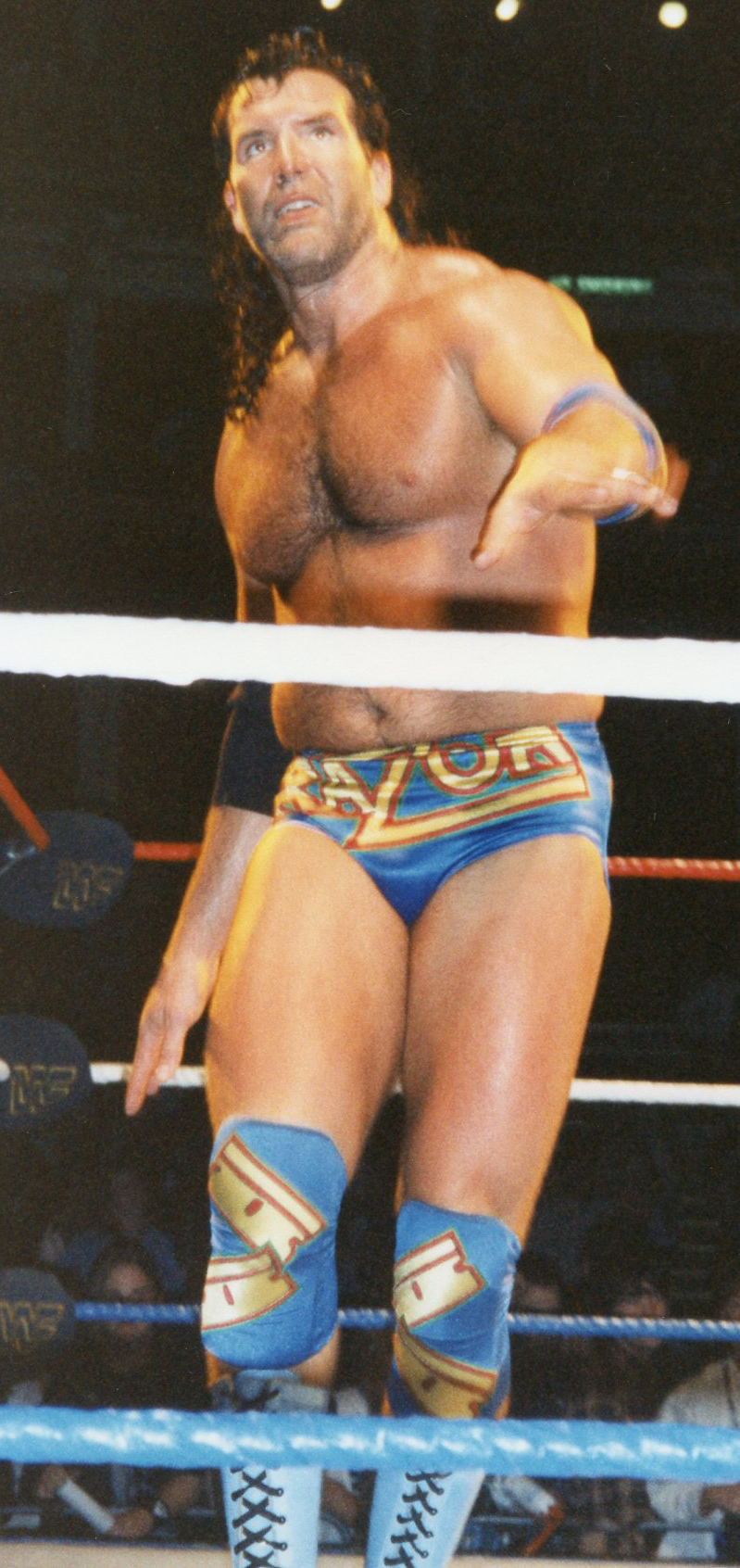
Scott Hall come Razor Ramon nel 1995

#### Varie faide (1992–1993)
Nel 1992 passò alla World Wrestling Federation. Cambia completamente il suo personaggio, lottando con il nome di Razor Ramon, gimmick inventata da Vince McMahon. Entra a far parte della stable di Ric Flair, con manager Bobby "The Brain" Heenan. Proprio in coppia con Flair disputa il suo primo match in pay-per-view, alle Survivor Series 1992, i due vengono sconfitti per squalifica da "Macho Man" Randy Savage e Mr. Perfect. Nel primo PPV dell'anno, la Royal Rumble, ha l'occasione di conquistare il WWF Championship, affrontando Bret Hart, ma alla fine è costretto a cedere alla Sharpshooter del canadese. Successivamente batte Bob Backlund a WrestleMania IX, poi partecipa al torneo King of The Ring 1993, dove, dopo aver eliminato Tito Santana, si trova nuovamente contro Bret Hart, che lo sconfigge ancora una volta eliminandolo.
Durante l'estate del 1993 il Bad Guy effettua un turn face attaccando Ted DiBiase e I.R.S.; a SummerSlam, nel match d'apertura, sconfigge proprio DiBiase grazie alla sua Razor's Edge.

#### Intercontinental Champion (1993–1996)
Il 27 settembre sconfigge Rick Martel al termine di una battle royal in cui loro due erano risultati finalisti e conquista il WWF Intercontinental Championship, che era stato dichiarato vacante. Alle Survivor Series il team di Razor Ramon, formato dallo stesso Ramon, Randy Savage, 1-2-3 Kid e Marty Jannetty, sconfigge il team di Rick Martel, formato da Martel, I.R.S., Diesel e Adam Bomb. Inizia quindi una faida con I.R.S., che sfocia in un match disputatosi alla Royal Rumble: a vincere è il Bad Guy che mantiene così il titolo. Nel frattempo, dopo un periodo di sospensione, torna Shawn Michaels, che si presenta come il vero ed unico Intercontinental Champion. Michaels indossa anche una copia perfetta della cintura intercontinentale e inizia a perseguitare Ramon interferendo in tutti i suoi match per cercare di farlo perdere. Per questo, la WWF decide di mettere i due contro, nel primo ladder match nella storia della federazione, disputatosi a WrestleMania X, match che vide vincitore Razor Ramon, che mantiene così il titolo, che perde però 20 giorni dopo WrestleMania, sconfitto da Diesel durante una puntata di WWF Superstars of Wrestling.
Partecipa quindi al King of The Ring, dove, dopo aver sconfitto Kwang, Bam Bam Bigelow e I.R.S., arriva in finale dove viene battuto dal canadese Owen Hart col fondamentale aiuto del rientrante Jim Neidhart. A SummerSlam, ha l'occasione di riconquistare il titolo intercontinentale, e la sfrutta a dovere sconfiggendo Diesel, grazie ad un'interferenza sbagliata di Shawn Michaels che colpisce Nash con la sua Sweet Chin Music. Alle Survivor Series i Bad Guys (Razor Ramon, 1-2-3 Kid, Davey Boy Smith e gli Headshrinkers (Fatu e Sionne)) sconfiggono i Teamsters (Shawn Michaels, Diesel, Owen Hart, Jim Niedhart e Jeff Jarrett).
All'inizio del 1995, inizia una faida con Jeff Jarrett: alla Royal Rumble è Jarrett a vincere conquistando il titolo intercontinentale, mentre a WrestleMania XI Razor Ramon ha la meglio, anche se solo per squalifica dovuta all'interferenza di The Roadie. Nel terzo e decisivo match tra i due, Hall affronta e sconfigge Jarrett e The Roadie in un handicap match a In Your House 1. Il 19 maggio, cinque giorni dopo il PPV, i due si trovano contro in un house show in un ladder match, che vede uscire vincitore Ramon, che riconquista così il titolo. Due giorni dopo, però, sempre nel corso di un house show, Jarrett sconfigge Hall tornando in possesso del titolo. Nel frattempo, il 3 aprile 1995, sconfiggendo Bill Dundee, conquista il USWA World Heavyweight Championship, per poi perderlo il 1º maggio contro Jerry "The King" Lawler.

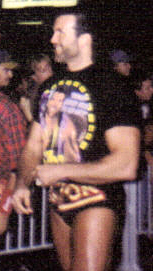
Razor Ramon nel 1995

Nel mese di agosto, durante SummerSlam, affronta Shawn Michaels (diventato nel frattempo Intercontinental Champion) in una riedizione del ladder match disputato a WrestleMania X. A vincere è Michaels che mantiene quindi il titolo. Il Bad Guy tuttavia riconquista il titolo battendo otto volte HBK in svariati dark match, sempre con le regole del ladder match, nel tripudio della folla, tutta a favore di Hall. Ramon sconfigge quindi Dean Douglas a In Your House 3, mentre viene sconfitto in coppia con 1-2-3 Kid dagli Smoking Gunns a In Your House 4. partecipa quindi alle Survivor Series, dove il team formato da Dean Douglas, Razor Ramon, Owen Hart e Yokozuna viene sconfitto dal team formato da Shawn Michaels, British Bulldog, Ahmed Johnson e Sid Vicious. A In Your House 5: Seasons Beatings, in coppia con Marty Jannetty, sconfigge Sid e 1-2-3 Kid.
Alla Royal Rumble, perde l'Intercontinental Championship venendo sconfitto da Goldust. A WrestleMania XII, è in programma un rematch con Goldust, ma Vince McMahon decide di sospendere Hall a causa degli abusi di alcool e droghe di cui il wrestler è dipendente.

#### MSG Incident (1996)
Proprio durante la sospensione, Hall viene contattato da Eric Bischoff, vicepresidente della World Championship Wrestling, che lo convince a non rinnovare il suo contratto con la WWF e ad accettarne uno multimilionario con la sua federazione. Prima di passare in WCW, è protagonista del cosiddetto MSG Incident. Hall in WWF faceva parte di un gruppo di wrestler chiamato "The Kliq": questo gruppo oltre a lui comprendeva Kevin Nash, Shawn Michaels, 1-2-3 Kid e Hunter Hearst Helmsley. I cinque avevano molto potere nel backstage e ogni storyline o push da dare ad un wrestler non veniva effettuato senza l'avallo della Kliq. Il 19 maggio 1996, Hall e Nash sono all'ultima giornata lavorativa con la WWF, e lottano in un house show al Madison Square Garden di New York. Razor Ramon lotta contro Helmsley e poco più tardi Diesel viene sconfitto da Michaels in uno Steel Cage match. Dopo questo, Hall e Helmsley raggiungono Nash e Michaels sul ring per poi abbracciarsi, rompendo così la kayfabe (termine solitamente riferito all'abitudine, diffusa nel mondo del wrestling, di non far trapelare all'esterno dell'ambiente del wrestling stesso tutti i segreti, per far sì che gli show siano più realistici possibile).

### Ritorno in WCW (1996–2000)

#### The Outsiders e New World Order (1996–1998)
Hall passa quindi alla WCW, dove non può usare il nome "Razor Ramon", che è un marchio registrato dalla WWF, e inizia ad esibirsi con il suo vero nome. Il 27 maggio 1996, Scott Hall appare durante un'edizione di WCW Monday Nitro, annunciando di voler invadere la WCW e di non essere solo. La settimana seguente infatti Hall si presenta con Kevin Nash. A Great American Bash 96, Kevin Nash colpisce il vice presidente esecutivo WCW Eric Bischoff con una Jacknife Powerbomb attraverso un tavolo. Sempre in quella notte Nash e Hall (che si fanno chiamare "The Outsiders") sfidano apertamente tre grandi stelle WCW Sting, Randy Savage e Lex Luger in un match 3 contro 3 da disputarsi al ppv successivo, Bash at the Beach. Non avendo alleati, si svolge un handicap match e i due traggono vantaggio a seguito dell'infortunio di Luger. Gli Outsiders sono oramai prossimi alla vittoria, quando sullo stage si staglia la figura di Hulk Hogan al ritorno in WCW dopo 4 mesi di assenza, ma invece di andare in soccorso di Sting e Savage, effettua un turn heel, stende Savage con il Legdrop of doom e regala la vittoria agli Outsiders, dando vita al New World Order.
Durante WCW Hog Wild '96, gli Outsiders sconfiggono Lex Luger e Sting, iniziando la rincorsa al WCW World Tag Team Championship. La sera stessa Hall e Nash intervengono durante il match fra The Giant e Hulk Hogan permettendo a quest'ultimo di riconquistare il WCW World Heavyweight Championship. Intanto l'nWo ha nuovi membri al suo interno, fra i quali Sean Waltman (rinominato Syxx). A Fall Brawl, Hall insieme a Hogan, Nash e ad un finto Sting sconfiggono Lex Luger, Sting, Ric Flair e Arn Anderson. Gli ormai ex Outsider conquistano i WCW World Tag Team Championship ad Halloween Havoc sconfiggendo i campioni in carica gli Harlem Heat (Booker T e Steve Ray). Successivamente difendono i titoli contro i Nasty Boys e i Faces of fear a WCW World War 3, per poi sconfiggere ancora una volta i Faces of fear a Starrcade. A WCW Clash of the Champions, Hall viene sconfitto per squalifica da Lex Luger. Nash & Hall perdono il titolo contro gli Steiner Brothers durante Souled Out, ma i titoli ritornarono a Nash e Hall due sere dopo poiché ad effettuare il conteggio fu l'arbitro Randy Anderson e non l'arbitro ufficiale Nick Patrick. A SuperBrawl perdono ancora, stavolta contro Lex Luger e The Giant, ma mantengono i titoli per decisione di Eric Bischoff (rivelatosi essere il creatore dell'nWo), che strappa i titoli ai nuovi campioni per restituirli a Nash e Hall. A Uncensored, Hall che fa parte del Team nWo, composto da Nash, Hogan e Randy Savage (da poco entrato nelle file della stable) sconfigge il Team WCW (Lex Luger, The Giant e Scott Steiner) e il Team Piper (Roddy Piper, Chris Benoit, Steve McMichael e Jeff Jarrett).
Nash, Hall e Syxx, si scontrano con Ric Flair e Roddy Piper che possono contare sull'aiuto di Kevin Greene, giocatore di football. La rivalità fra i sei culmina in un six man tag team match a Slamboree, match che vede l'nWo uscire sconfitto, dopo che Hall cede alla Figure Four Leglock del "Nature Boy". Con questa vittoria, Piper e Flair diventano i primi sfidanti al titolo di coppia ancora detenuto dagli Outsiders. I quattro si incontrano durante WCW Great American Bash 97, ma Nash e Hall hanno la meglio. A Bash At The Beach, Hall in coppia con Randy Savage sconfigge Diamond Dallas Page e Curt Hennig. A Road Wild, Hall e Nash mantengono ancora i titoli, perdendo per squalifica contro gli Steiner Brothers, dopo che Big Daddy Cool colpisce l'arbitro. Dopo poche settimane Nash è vittima di un infortunio, e con lui KO è Syxx a far coppia con Hall, i due perdono il titolo contro gli Steiner Brothers, dopo un regno lungo quasi un anno.
Hall inizia quindi a far coppia con Randy Savage, con il quale sconfigge Diamond Dallas Page e Lex Luger a WCW Clash of the Champions XXXV, per essere poi sconfitti a WCW Fall Brawl '97. Ad Halloween Havoc, Hall viene sconfitto da Lex Luger. Hall partecipa a WCW World War 3, dove vince la 60-man 3 Ring Battle Royal, mentre a WCW/nWo Souled Out, viene sconfitto da Larry Zbyszko per squalifica dopo che Dusty Rhodes attacca Zbyszko. Hall riesce a riconquistare i titoli di coppia sconfiggendo con Nash gli Steiner Brothers a Superbrawl VIII. A WCW Uncensored, ha l'occasione di diventare WCW World Heavyweight Championship, ma viene sconfitto da Sting.

#### nWo Hollywood (1998)
Il 17 maggio 1998, durante Slamboree, Nash in coppia con Hall affronta Sting e The Giant in un match valevole per il titolo di coppia, il match si conclude con la sconfitta di Nash, dovuta al tradimento di Hall che passa fra le file del nWo Black e White di Hogan (l'nWo infatti si era diviso in nWo Black e White con Hogan leader, e WolfPack con Nash come leader). A Road Wild, Hall partecipa ad una Battle Royal che vede coinvolti Goldberg, Kevin Nash, Sting, Lex Luger, Konnan, Curt Hennig, Scott Norton, e The Giant, vinta dal primo.
A Halloween Havoc 1998, Hall si trova contro Nash. Nash si infortuna dopo pochi minuti di match, ma continua a lottare, arriva vicinissimo alla vittoria dopo due Jacknife Powerbomb, ma poi inspiegabilmente prende la via degli spogliatoi decretando quindi così la vittoria di Hall per count out. A WCW World War III 1998, Nash deve sfidare nuovamente Hall, ma mentre l'ex "Bad Guy" sale sul ring viene assalito dai membri del nWo. Hall alla fine è salvato proprio da Kevin Nash, al quale Hall fa il segno del Wolfpack ed i due tornano nel backstage. La sera stessa Hall, partecipa alla tradizionale 60 Man Battle Royal, venendo eliminato per penultimo da Kevin Nash, che vincendo conquista una title shot per il WCW World Heavyweight Championship, in un match da disputarsi a Starrcade, contro il campione del mondo e ancora imbattuto dal suo esordio, Goldberg. I due si sfidano in un no disqualification match, che vede Nash uscire vincitore grazie all'aiuto di Hall che con uno shockstick infligge una scarica elettrica a Goldberg permettendo al compagno di eseguire la Jacknife Powerbomb per il pin decisivo, terminando la striscia di imbattibilità di Goldberg sul 173-1.

#### Reunion dell'nWo e regni titolati (1999–2000)
Il 1999 della WCW si apre con una puntata di Nitro ad Atlanta, nel corso della quale Goldberg viene arrestato per presunte molestie sessuali ai danni di Miss Elizabeth, ma la sorpresa più grande avviene alla fine dello show, quando Hulk Hogan fa il suo ritorno dopo un finto ritiro, e sfida Kevin Nash in un match per il titolo da disputarsi quella sera stessa. Il match in realtà risulta essere una farsa, Nash infatti si lascia schienare da Hogan, i due assieme a Scott Hall, Lex Luger, Buff Bagwell e Scott Steiner riformano così l'nWo. Nel primo ppv dell'anno, Hall affronta proprio Goldberg in un "Taser/Ladder" match, che vede uscire vincitore Goldberg. A SuperBrawl IX, Hall sconfigge Roddy Piper, conquistando il suo primo titolo da singolo alla WCW, lo United States Heavyweight Championship, poco prima nel corso del PPV, Hall (che sostituiva Lex Luger, infortunato) in coppia con Nash sconfigge Konnan & Rey Mysterio in un Hair vs. Mask Match. Subito dopo Hall si infortuna e il titolo reso vacante.
L'infortunio costringe Hall ad un lungo stop, una volta tornato conquista lo United States Heavyweight Championship e il Television Championship nel giro di 13 giorni, nel primo caso sconfiggendo Bret Hart, Goldberg e Sid Vicious nel corso di un Texas Tornado ladder match, nel secondo caso sconfiggendo Rick Steiner. Intanto Kevin Nash, che aveva perso un Career vs. Career Match, durante l'estate, fa il suo ritorno, affiancandosi nuovamente ad Hall. I due per settimane attaccano più volte Goldberg durante i suoi match. Nash comunque riconoscendo la sconfitta patita nel match con Hogan continuava a non lottare. Gli Outsiders attaccano Goldberg anche ad Halloween Havoc. Verso la fine del 1999, Nash torna a lottare e in coppia con Hall inizia una faida con gli allori campioni di coppia Goldberg e Bret Hart. A Mayhem, Hall mantiene lo United States Heavyweight Championship, sconfiggendo Booker T. Nel frattempo Hall getta il Television Championship nella spazzatura, rendendolo così inattivo, poi è costretto a dichiarare vacante lo United States Heavyweight Championship per infortunio.
Gli Outsiders sconfiggono i campioni in carica, Hart e Goldberg durante la puntata di Nitro del 13 dicembre 1999, conquistando così il loro settimo titolo. Nel dicembre 1999, a Nitro, gli Outsiders e Jeff Jarrett attaccano Goldberg durante il main event, che vede Bret Hart opposto a "The Man", facendo mantenere così il WCW World Heavyweight Championship al canadese: è l'inizio dell'nWo 2000. Durante la puntata di Nitro del 27 dicembre 1999, i titoli di coppia vengono resi vacanti per un nuovo infortunio subito da Scott Hall. Al suo ritorno, trova una situazione diversa da come l'aveva lasciata: leader della stable è diventato Jeff Jarrett: fra Jarrett e Hall però iniziano a sorgere dei problemi, che portano ad un 3 Way Dance, No DQ Match, da disputarsi a Superbrawl X. I due si trovano di fronte anche il campione del mondo WCW Sid Vicious, che vince e mantiene così il titolo.
A marzo, si infortuna nuovamente, questa volta al collo. Per mesi si aspetta il suo ritorno fin quando, nel mese di ottobre, viene licenziato dalla WCW, visto che non era riuscito a risolvere i suoi problemi con alcol e droga.

### Circuito indipendente (2000-2002)
A novembre, Hall appare durante due house show della Extreme Championship Wrestling.
Dopo un periodo di pausa, nel marzo del 2001, va lottare in Giappone per la New Japan Pro-Wrestling. Il 5 maggio in coppia con Dusty Rhodes sconfigge Larry Zbyszko e Steve Lawler in uno show della Turnbuckle Championship Wrestling, poi torna nuovamente a lottare in Giappone.

### Ritorno in WWF (2002)
Nel settembre del 2001, Hall e Nash si incontrano con Vince McMahon per parlare di un loro possibile ritorno nella World Wrestling Federation, ma dall'incontro non sembra uscire nulla di buono, fin quando, nei primi mesi del 2002, Hall viene contattato e poi messo sotto contratto dalla federazione di Stamford. Nel febbraio del 2002 Vince McMahon annuncia di voler somministrare una dose letale di veleno alla WWF per distruggerla: questo veleno si chiama nWo.
Il 17 febbraio 2002, durante WWF No Way Out, Scott Hall fa il suo ritorno alla WWF dopo sei anni di assenza, insieme a gli altri due membri storici del nWo, Kevin Nash e Hulk Hogan. I tre intervengono nel corso del main-event attaccando Steve Austin, facendogli così perdere il match per il titolo con Chris Jericho. Nelle settimane successive, l'nWo attacca più volte Steve Austin e The Rock. Questo porta quindi a due match da disputarsi a WrestleMania X8, Scott Hall vs Stone Cold e Hulk Hogan vs The Rock. Il primo match, nonostante le interferenze di Nash, vede Austin come vincitore. Nel secondo match, l'nWo viene nuovamente sconfitto: Hogan infatti perde contro The Rock, e nel post match Nash e Hall irritati dal comportamento di Hogan (che stringe la mano a The Rock) attaccano il loro compagno, che viene difeso proprio da The Rock.
La sera successiva, a Raw, Hogan lascia definitivamente l'nWo. Nel corso della serata si svolge un tag team match, Outsiders vs Hogan & The Rock. Ad un certo punto, Nash e Hall, chiaramente in difficoltà, abbandonano il ring, venendo così sconfitti per count out. Nelle settimane seguenti, alla lotta fra le due fazioni si aggiungono, un rientrante X-Pac fra le file del nWo e Kane che diventa alleato di Hogan e The Rock. Poche settimane più tardi però, la WWF viene divisa in due roster, quello di Raw con a capo Ric Flair e quello di SmackDown con a capo Vince McMahon. L'nWo viene scelto da Flair, mentre Hogan e The Rock vengono scelti da McMahon. Hall, Nash e compagni continuano quindi la faida con Kane al quale si affianca poi Bradshaw. Durante Raw dell'8 aprile, l'nWo attacca brutalmente Kane nel backstage, rubandogli anche la maschera: per questo Ric Flair decide di sospendere senza paga Nash (in realtà infortunato) a tempo indeterminato (kayfabe). Due settimane dopo, Hall affronta e sconfigge Bradshaw nel corso di Backlash.
A fine aprile, la WWF disputa degli show in Europa, dove Hall fa eccesso di uso di alcool. Il 6 maggio, durante Raw, Hall si presenta nel backstage ubriaco ed il giorno dopo la WWF decide di licenziarlo.

### Total Nonstop Action Wrestling (2002–2005)

#### Faida con Jeff Jarrett (2002–2003)
A giugno 2002, firma per la NWA-TNA. Hall infatti partecipa al primo show della neonata federazione fondata da Jerry e Jeff Jarrett, prendendo parte al "Gauntlet For The Gold match", che vede vincitore Ken Shamrock. Hall inizia quindi una faida con Jeff Jarrett: i due si affrontano nel corso del secondo show della federazione e a vincere è Hall. Il 3 luglio i due si trovano nuovamente contro, questa volta in un tag team match, dove la coppia formata da Hall & Brian Christopher viene sconfitta da Jeff Jarrett & K-Krush, dopo che Christopher tradisce Hall. Due settimane dopo, Hall affronta e sconfigge proprio Christopher. Il 31 luglio avviene il rematch fra Jarrett e Hall, e questa volta a vincere è Jarrett. Dopo un periodo di pausa, torna il 18 settembre, quando partecipa ad un nuovo "gauntlet for The gold match". Una settimana dopo, in coppia con il vecchio amico Syxx-Pac sconfigge Brian Lawler & Elix Skipper. Il 23 ottobre sconfigge nuovamente Jarrett e conquista una title shot per il titolo contro il campione del mondo NWA Ron Killings. I due si affrontano il 30 ottobre e Killings mantiene la cintura.
Il 4 aprile 2003 Hall sconfigge Abyss, in uno show tenutosi a Porto Rico. Poco dopo arriva la notizia che Hall ha vinto una causa contro la Time Warner, ex proprietaria della WCW, per inadempienze contrattuali, riceve un risarcimento multimilionario che gli permette di non aver più bisogno di lottare per vivere. Nel mese di settembre però, è nuovamente alle prese con guai giudiziari: viene arrestato per aver violato un'ordinanza giudiziaria riguardante il mantenimento dei figli. Il 20 febbraio 2004, nel corso dello show per festeggiare il quinto anniversario della Ultimate Pro Wrestling, federazione californiana, torna a lottare, in un match in cui Tom Howard & Christopher Daniels battono lui e Kevin Nash. Ancora un ritorno sul ring ed ancora una sconfitta per gli Outsiders, battuti l'8 maggio 2004 in Giappone nel corso dell'evento Z1-Hustle 3, dove perdono contro Naoya Ogawa & Shinya Hashimoto.

#### Kings of Wrestling (2004–2005)
Alla fine di ottobre 2004, Scott Hall e Kevin Nash si accordano nuovamente con la NWA-TNA, in cui fanno il loro debutto a Victory Road 2004. Nell'occasione i due si coalizzano per permettere a Jeff Jarrett di sconfiggere Jeff Hardy in un ladder match consentendogli di mantenere il NWA World Heavyweight Championship. Alla fine dello show arriva "Macho Man" Randy Savage a minacciarli, ma viene bloccato dalla security. Alcuni giorni dopo, ad Impact!, i tre annunciano di aver costituito una stable, denominandosi Kings of Wrestling e affermando di voler regnare incontrastati nella NWA-TNA. Alla fine dello show attaccano con alcune sedie AJ Styles e Jeff Hardy. Nel corso della puntata di Impact! del 19 novembre, assaltano nel backstage Amazing Red, D-Ray 3000 e Shark Boy, mentre a fine show si prendono cura di Héctor Garza e Sonjay Dutt, finché non arrivano AJ Styles, Jeff Hardy e Randy Savage per effettuare un salvataggio.
Il 26 novembre 2004, ad Impact!, Scott Hall batte AJ Styles con l'aiuto di Kevin Nash e Jeff Jarrett, mentre la settimana dopo Hall e Nash minacciano ancora una volta l'intero roster della federazione. Il 5 dicembre, a NWA TNA Turning Point 2004, Randy Savage, Jeff Hardy & AJ Styles battono i Kings of Wrestling (Jarrett & Nash & Hall). Il 17 dicembre 2004, alla Fusion Wrestling Scott Hall batte Marty Jannetty. Nelle settimane successive, inizia una faida contro Hector Garza, che viene subito accantonata quando Garza viene arrestato per possesso di steroidi. A Final Resolution 2005, Hall viene sconfitto da Jeff Hardy, in un match in cui l'arbitro speciale è Roddy Piper.

### Circuito indipendente (2007–2010)
Hall, da allora, resta completamente fuori dal mondo del wrestling; se si eccettuano alcune apparizioni pubbliche insieme a Kevin Nash. Nel 2007 torna a lottare, stavolta a Porto Rico, dove lotta nella WWC con la vecchia gimmick di "Razor Ramon" ed è presto inserito nelle faide per il titolo assoluto della federazione. Nel mese di giugno sconfigge Carlito ed Apollo in un three way match, vincendo il WWC Universal Heavyweight title. Hall difende il titolo per diverse settimane, ma lo perde nel mese di dicembre quando lascia la WWC senza dare alcun preavviso. In questo periodo lotta anche per la JCW e per la messicana AAA.
Il primo novembre 2007 Kevin Nash annuncia, ad Impact, che Scott Hall sarebbe presto tornato nella compagnia. Hall dovrebbe lottare nel main event di TNA Turning Point insieme a Nash e a Samoa Joe contro un team di heel composto da Kurt Angle, Tomko ed AJ Styles ma non si presenta nell'arena e viene sostituito da Eric Young. Nell'anno che segue Hall lotta sporadicamente nella Juggalo Championship Wrestling. Il 9 novembre 2008, però, Hall ed i membri della Insane Clown Posse, proprietari della JCW, si presentano nell'arena dove si tiene Turning Point, ma la dirigenza della compagnia li fa allontanare temendo una loro possibile interferenza nello show. Nelle settimane seguenti, nel corso di interviste radiofoniche, Hall annuncia che all'invasione della TNA ne seguiranno altre: nella WWE, nella Ring of Honor ed anche nella federazione di arti marziali miste Ultimate Fighting Championship. Tuttavia niente di tutto ciò si materializa ed Hall rimane fuori dal wrestling, mentre continua a lottare la sua battaglia personale contro l'abuso di alcool.

### Ritorno in TNA (2010)

#### The Band
Torna il 4 gennaio 2010, quando è a Impact insieme a Sean Waltman per riformare una stable con il loro vecchio compagno Kevin Nash. Il trio, nel corso dello show, assale Mick Foley, lasciandolo esanime al tappeto, ma non riesce nell'obiettivo di ricongiungersi ad Hulk Hogan ed Eric Bischoff. Il 14 gennaio "The Band" (il nome nWo è di proprietà della WWE), attacca i Beer Money, Inc., con cui si scontra a Genesis (Hall era a bordo ring).
Il 21 gennaio, ad Impact, Hulk Hogan chiarisce ad Hall e Waltman che non sono sotto contratto con la TNA e chiede loro di andarsene (kayfabe). Sette giorni dopo i due ritornano per assaltare Kurt Angle. Il 4 febbraio Hall e Waltman assaltano addirittura il loro amico Kevin Nash. Nash crea quindi una nuova alleanza con Eric Young e le due coppie si affrontano a Destination X, dove Nash tradisce Young e ricompone il suo vecchio accordo con gli altri membri. Il 29 marzo, a TNA Impact, Eric Young, Rob Van Dam e Jeff Hardy sconfiggono Kevin Nash, Scott Hall e Sean Waltman. The Band poi inizia un feud contro il Team 3-D, che esce però vittorioso da un match contro Nash e Hall in un Falls Count Anywhere Street Fight a Lockdown. La faida continua ma il 13 maggio 2010 Nash decide di sfruttare la sua tag team title shot conquistata a Final Resolution 2009 ed insieme a Hall vince le cinture battendo il solo Matt Morgan.
Il duo difende il titolo il 16 maggio a Sacrifice sconfiggendo gli Ink Inc. (Shannon Moore & Jesse Neal). Il 27 maggio ad Impact, Moore e Neal battono The Band ed il Team 3-D in un match a tre coppie senza il titolo in palio e due settimane dopo Hall ed Eric Young, di nuovo alleati, battono il solo Matt Morgan, mantenendo le cinture.
Il 17 giugno 2010 viene licenziato dalla TNA per comportamento non professionale e la Band viene privata dei titoli. La situazione personale di Hall precipita ed è costretto ad entrare in riabilitazione per disintossicarsi dall'alcool.

### Ritorno in WWE (2014–2022)

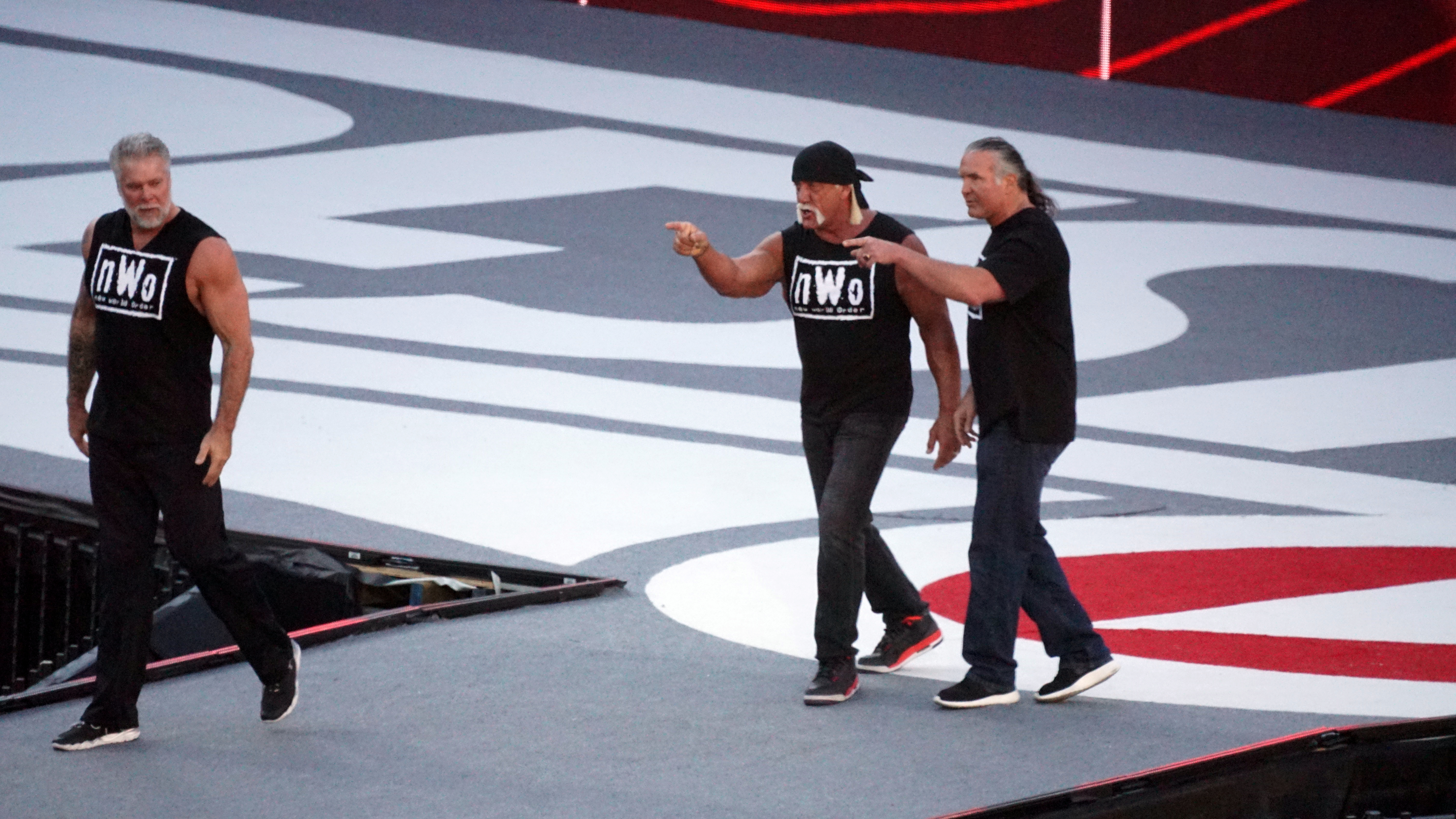
Hall, insieme a Kevin Nash e Hulk Hogan a WrestleMania 31

Nella puntata di Raw del 24 marzo, viene annunciato che Razor Ramon sarà introdotto nella WWE Hall of Fame la notte prima di WrestleMania XXX, introdotto da Kevin Nash. Successivamente è stato raggiunto dai vecchi amici Triple H, Shawn Michaels e X-Pac.
A WrestleMania 31 interviene come membro dell'nWo insieme a Hulk Hogan e Kevin Nash nel match tra Triple H e Sting, dopo che i membri della D-Generation X Billy Gunn, Road Dogg, X-Pac e Shawn Michaels erano intervenuti per aiutare The Game, non riuscendo però a impedire la sconfitta del Vigilante.

## Vita privata
Hall è cresciuto nella contea di Santa Maria, nel Maryland, ma all'età di diciassette anni si trasferisce in Florida con la madre e il fratello. Nel 1990 sposa Dana Lee Burgio, ma nel 1998 i due divorziano a causa dell'incontrollabile dipendenza dall'alcool di Scott; si risposano nel 1999 ma divorziano nuovamente nel 2001. I due hanno un figlio di nome Cody, nato nel 1991 e che ha seguito le orme del padre nel wrestling, e una figlia di nome Cassidy nata nel 1994.

### Problemi personali
Nel 1983 Hall è stato accusato di omicidio di secondo grado per aver sparato ad un uomo con la sua pistola durante una lite nel parcheggio di una discoteca; secondo Hall si è trattata di legittima difesa e le accuse sono state ritirate per mancanza di prove. In un'intervista del 2011 rilasciata a ESPN Hall ha raccontato la vicenda affermando di non riuscire a dimenticare l'incidente.
I problemi di Hall con la droga sono stati resi pubblici alla fine del 1990 e sono stati incorporati in una controversa storyline in WCW: nel corso di essa Hall è stato arrestato per aver manomesso una limousine in stato di ebbrezza al di fuori di un night club a Orlando causando duemila dollari di danni. Nel 1998 è stato anche arrestato per aver palpeggiato una donna di cinquantasei anni al di fuori di un albergo a Baton Rouge.
Il 10 ottobre 2008 è stato arrestato durante un roast dedicato a The Iron Sheik e tenutosi in un albergo del New Jersey. Durante il suo intervento, l'attore Jimmy Graham aveva scherzato dicendo queste parole: "Dopo che Iron Sheik e Jim Duggan hanno beccato Scott Hall a sniffare cocaina in un parcheggio, la sua carriera è caduta più velocemente di Owen Hart". Hall si arrabbiò con lui e lo buttò giù dal palco, dopodiché prese il microfono e disse che Graham aveva mancato di rispetto alla memoria del wrestler canadese, di cui era grande amico. Graham ha descritto l'accaduto sulla sua pagina di MySpace sostenendo che ammirava Hart come lottatore e come persona e che egli stesso avrebbe riso alla battuta. Graham ha poi sostenuto che Hall era ubriaco al momento dell'attacco.
Hall è stato arrestato nuovamente il 14 maggio 2010 e accusato di ubriachezza molesta e resistenza a pubblico ufficiale: la polizia è stata chiamata al Hitching Post Bar di Chuluota e secondo gli agenti Hall, che aveva bevuto molto, diventò aggressivo al loro arrivo, urlando e imprecando contro il personale del bar. Nella sua dichiarazione alla polizia si è descritto come un wrestler disoccupato anche se al momento era sotto contratto con la TNA (il contratto sarebbe scaduto un mese dopo).
Il 6 aprile 2012 Hall è stato di nuovo arrestato a Chuluota verso le 21:30 dagli agenti dell'ufficio dello sceriffo della contea di Seminole; l'accusa era di violenza domestica ai danni della sua fidanzata Lisa Howell: Hall presumibilmente ha tentato di soffocare la Howell mentre era ubriaco sebbene tale accusa sia stata negata dal wrestler. Dopo l'arresto è stato portato in un ospedale di Seminole County dove è stato medicato e successivamente è stato portato nella Drunk Tunk, la cella in cui vengono detenuti gli ubriachi.
Nei primi mesi del 2013 l'ex wrestler e collega in WCW Diamond Dallas Page lo ha aiutato a rimanere sobrio e a ricostruire la sua vita da zero fisicamente, mentalmente, professionalmente e spiritualmente; è stata inoltre avviata una raccolta fondi (che ha assommato quasi 110.000 dollari) per permettere a Hall di pagare un intervento di sostituzione dell'anca e vari interventi dentali.

## Morte
Nel marzo 2022 Hall è stato ricoverato in ospedale dopo una caduta che gli ha provocato la rottura dell'anca, ma in seguito all'intervento un coagulo di sangue gli ha provocato tre infarti. Il 13 marzo è stato reso noto che l'ex wrestler era tenuto in vita artificialmente e il giorno successivo l'amico di sempre Kevin Nash, tramite un messaggio pubblicato sui suoi social, ha dichiarato che si attendeva la famiglia per staccare la spina; poche ore dopo la WWE ha annunciato il decesso.

## Personaggio

### Mosse finali
- Come Scott Hall
  - Hall Buster (Running Bulldog)
  - Outsider's Edge / nWo Edge (WCW) (Crucifix powerbomb)
- Come Razor Ramon
  - Razor's Edge (Crucifix powerbomb) - WWF / Circuito indipendente
- Come The Diamond Studd
  - Diamond Death Drop (Crucifix Powerbomb)

### Soprannomi
- "The Bad Guy"
- "The Lone Wolf"

### Manager
- Diamond Dallas Page

## Titoli e riconoscimenti
- American Wrestling Association
  - AWA World Tag Team Championship (1) – con Curt Hennig
- Pro Wrestling Illustrated
  - 53º tra i 500 migliori wrestler singoli nella PWI 500 (1992)
  - Match of the Year (1994) - vs. Shawn Michaels a WrestleMania X
  - Most Improved Wrestler of the Year (1992)
  - Tag Team of the Year (1997) - con Kevin Nash
- Total Nonstop Action Wrestling
  - TNA World Tag Team Championship (1) – con Kevin Nash
- United States Wrestling Association
  - USWA Unified World Heavyweight Championship (1)
- World Championship Wrestling
  - WCW World Tag Team Championship (7) – con Kevin Nash (6) e The Giant (1)
  - WCW United States Heavyweight Championship (2)
  - WCW World Television Championship (1)
  - WCW World War 3 (1997)
- World Wrestling Council
  - WWC Caribbean Heavyweight Championship (1)
  - WWC Universal Heavyweight Championship (1)
- World Wrestling Federation/Entertainment
  - WWF Intercontinental Championship (4)
  - WWE Hall of Fame (classe del 2014)
  - WWE Hall of Fame (classe del 2020) – come membro del New World Order
  - Slammy Award (2)
    - Most Spectacular match (edizione 1994) - vs. Shawn Michaels a WrestleMania X
    - Best Match of the Year (edizione 1996) - vs. Shawn Michaels a SummerSlam 1995
- Wrestling Observer Newsletter
  - 5 Star Match (edizione 1994) - vs. Shawn Michaels a WrestleMania X
  - Match of the Year (edizione 1994) - vs. Shawn Michaels a WrestleMania X